# Хенц, Кэролайн Ли
Кэролайн Ли Уайтинг Хенц (англ. Caroline Lee Whiting Hentz; 1 июня 1800, Ланкастер , Массачусетс — 11 февраля 1856, Марианна, Флорида) — американская писательница, романистка и педагог.
Известна своей активной поддержкой института рабства и оппозицией аболиционистскому движению.
Популярность ей принёс роман «Северная невеста плантатора», ставший самым известным прорабовладельческим произведением и содержащий в себе опровержение романа Гарриет Бичер-Стоу «Хижина дяди Тома», направленного против рабовладения. В своё время Хенц была крупной литературной фигурой и способствовала развитию женской художественной литературы.

## Ранние годы
Кэролайн Хенц, урождённая Кэролайн Ли Уайтинг, родилась в семье полковника Джона Уайтинга и его жены Орпы Дэнфорт Уайтинг в Ланкастере, штат Массачусетс. Кэролайн, младшая из восьми детей, выросла в очень патриотичной семье. Её отец участвовал в Войне за независимость, а трое из её братьев участвовали в Англо-американской войне 1812—1815 годов. В детстве она посещала частную школу Джареда Спаркса. К двенадцати годам она уже сочинила фэнтези о Дальнем Востоке, а также пьесу. В семнадцать лет она преподавала в местной школе в Ланкастере. 30 сентября 1824 года Кэролайн вышла замуж за Николаса Марцелла Хенца. Вскоре после этого у пары родился первый ребёнок и они переехали в Чапел-Хилл, Северная Каролина. Кэролайн описывается как «северянка, которая путешествовала и работала по всему Югу почти тридцать лет». За свою жизнь она жила в семи разных штатах, родила мужу пятерых детей и сумела поддержать свою семью материально своим писательством.

## Личная жизнь
Кэролайн была самой младшей из восьми детей и наблюдала, как «трое из её братьев стали офицерами и участвовали в войне 1812 года». Их письма домой и «рассказы о патриотических приключениях» были большим вдохновением для Кэролайн. В молодости Кэролайн была «популярна среди своих товарищей, играла в игры, гуляла по лесу и изучала природу».
30 сентября 1824 года Кэролайн вышла замуж за Николаса Марселлуса Хенца, «политического беженца из Меца [и] сына члена Французского национального собрания». Первоначально они жили неподалёку от школы Раунд-Хилл в Нортгемптоне, штат Массачусетс, где Николас был инструктором. В 1826 году пара переехала в Университет Северной Каролины в Чапел-Хилл, где Николас стал заведующим кафедрой современных языков. В этот период г-жа Хенц помогла Джорджу Мозесу Хортону, неграмотному рабу-поэту, записывая его стихи и отправляя их в местные газеты; это было началом поэтической карьеры Хортона, позже названного «Чёрным бардом Северной Каролины». Вскоре после этого Кэролайн с мужем уехали в Ковингтон, штат Кентукки, где Николас основал школу для девочек в 1830 году. В своём новом доме в Ковингтоне Кэролайн написала трагедию Де Лара, или Мавританская невеста для Национального театра в Бостоне. Несмотря на то, что владелец театра Уильям Пелби предложил ей премию в размере 500 долларов, он был не в состоянии заплатить и вернул Хенц её авторское право. В 1832 году супруги открыли школу для девочек в Цинциннати. В это время Кэролайн присоединилась к клубу «Полуколон» (англ. Semi-Colon Club), с которого, вероятно, и началось её знакомство с Гарриет Бичер-Стоу.
Во время пребывания в Цинциннати Николас проявил иррациональную ревность, которая позже подпитывала байронических героев Кэролайн. «По словам их сына, доктора Чарльза А. Хенца, полковник Кинг из „Клуба Полуколон“, послал непристойную записку достойной и воспитанной миссис Хенц». Когда она попыталась ответить на записку, её подозрительный муж обнаружил переписку. Пригрозив полковнику Кингу дуэлью, Николас быстро закрыл школу и супруги переехали во Флоренс, штат Алабама, где открыли другую школу.
У пары было в общей сложности пятеро детей, хотя их старший сын умер, когда ему было всего два года. Переехав во Флоренс, Кэролайн проводила большую часть своего времени, заботясь о четырёх своих детях. В этот период она стала писать меньше, хотя ей удавалось сочинять стихи и вести дневник, который вдохновил «письма, предсмертное признание и другие причитания, которые являются отличительными чертами её романов». Прожив во Флоренс девять лет (где они взяли в аренду двух рабов, одна из которых была женщиной, которая помогала ей по хозяйству), семья открыла другую школу в Таскалусе в 1843 году. В 1845 году семья открыла ещё одну школу в Таскиги, который тогда был не более чем деревней. Это положило начало спаду в её издательской карьере, так как она готовила своих детей к взрослой жизни и выдала замуж одну из своих дочерей. В 1848 году семья открыла школу в Колумбусе, штат Джорджия. Год спустя, в 1849 году, Николас стал инвалидом, и Кэролайн пришлось содержать семью, несмотря на то, что сама она была нездорова. Двое из детей Хенца поселились в Марианне, штат Флорида, и пара переехала к ним в 1852 году. Во время болезни мужа Кэролайн писала, сидя у его постели, разделяя своё внимание между заботой о нём, требованиями литературной публики и случайными посетителями, которые нарушали её распорядок. В 1853 году она вернулась в Новую Англию с кратким визитом, прежде чем вернуться во Флориду.
После почти пяти лет финансовой поддержки своей семьи и ухода за мужем Кэролайн Ли Уайтинг Хенц умерла от пневмонии 11 февраля 1856 года. Николас Хенц умер несколько месяцев спустя. Супруги похоронены под одним надгробием на Епископальном кладбище в Марианне.

## Карьера
Хотя изначально Хенц была в первую очередь учителем, ей всё же удалось написать и выпустить несколько небольших произведений и разослать их местным изданиям. В 1831 году Хенц написала трагедию Де Лара, или Мавританская невеста для бостонского актёра Уильяма Пелби. Трагедия получила признание Хенц в 1842 году, когда она была поставлена в театре Арч-Стрит в Филадельфии и Тремонте в Бостоне. Карьера Хенц значительно продвинулась в период с 1832 по 1856 год. В марте 1832 года она опубликовала свою первую работу — рассказ «Жертвоприношение» в Журнале Годи и Книге леди. Живя в Ковингтоне, штат Кентукки, Кэролайн также написала Констанс из Верденберга — пьесу, поставленную в Парк-Театре в Нью-Йорке в 1832 году. В том же году вышла ещё одна её пьеса — Ламора, или Западная дикая природа, сыгранная в Цинциннати в 1832 году и в Новом Орлеане у Калвелла 1 января 1833 года. В 1850 году Хенц опубликовала свой самый прибыльный роман Линда. Один из её самых известных романов, Северная невеста плантатора, был опубликован в 1854 году в ответ на роман Гарриет Бичер-Стоу Хижина дяди Тома.
Её ранние работы обращались к молодым мужчинам и женщинам, имитируя религиозные притчи и наставляя их в нравственности. Хенц известна тем, что «была вовлечена в некоторые из самых ярких публичных дискуссий по этике и социальным отношениям рабовладельческой системы». Оставив педагогическую карьеру, она начала активно писать, и в результате её литературная карьера расцвела. С 1850 по 1856 год «Хенц выпустила несколько сборников рассказов, а также ещё семь романов». Её последний роман Эрнест Линвуд был опубликован 11 февраля 1856 года. Её «часто вспоминают как автора Северной невесты плантатора, её полемического и отчётливо южного ответа на роман Гарриет Бичер-Стоу „Хижина дяди Тома“».

### Литературный успех
«Её трагедия в пяти актах Де Лара, или Мавританская невеста, Филадельфия, также выиграла конкурс, спонсируемый Театром Арч-Стрит в Филадельфии». Эта «премия [была] предложена бостонским актёром и менеджером Уильямом Пелби», но он не смог её выплатить. Библиотека Бостона назвала её одной из трёх лучших писателей дня: «Чепец появился в субботнем „Курьере“, получив похвалу критиков и премию в 200 долларов».

## Творчество
Находясь в Ковингтоне, штат Кентукки , Хенц, написавшая стихотворение, роман и трагедию ещё до того, как ей исполнилось 12 лет, боролась за премию в 500 долларов, которая была предложена за спектакль режиссёрами театра Арч-стрит в Филадельфии. Премия была присуждена ей за трагедию Де Лара, или Мавританская невеста, которая была поставлена на сцене и впоследствии опубликована в виде книги. Ещё одна трагедия Ламора, или Западная дикая природа была разыграна в Цинциннати и опубликована в газете в Колумбусе, штат Джорджия. Констанс из Верденберга, третья трагедия, осталась неопубликованной.
Она была автором множества коротких стихотворений, а также плодовитой сочинительницей сказок и повестей, которые публиковались в периодических изданиях и газетах, многие из которых были собраны в тома.

### Северная невеста плантатора
Северная невеста плантатора, опубликованная в 1854 году в Филадельфии, стала последней опубликованной и наиболее широко известной работой Хенц до её смерти два года спустя.
В этой работе Кэролайн Хенц страстно поддержала рабство. Много лет прожившая на Юге, Хенц использовала свою компетентность, чтобы утверждать, что она знает о рабстве больше, чем Бичер-Стоу. Хенц писала о заботливых отношениях между хозяином и рабом, о южном видении рабства, которое сильно контрастировало с характеристикой этого института, данной Бичер-Стоу, прожившей всю жизнь в Новой Англии.
Хенц включает в этот роман нескольких злодеев, в том числе назойливого проныру, который пытается освободить рабов против их воли. Делая это, она пытается дискредитировать аболиционистский аргумент о бесчеловечном обращении с южными рабами. Она изображает людей, желающих разрушить институт рабства, как мотивированных в действительности личными выгодами, а не желанием улучшить человечество. Расширяя их мотивацию, Хенц включила в неё промышленную революцию, происходившую в то время на Севере и требовавшую огромного количества дешёвой рабочей силы, которую мог дать только Юг в виде рабства.

### Основные работы
- Lamorah; or, the Western Wild (пьеса, 1832)
- Constance of Werdenberg; or, The Forest League (пьеса, 1832)
- Lovell’s Folly (1833)
- De Lara; or, The Moorish Bride (пьеса, 1843)
- Human and Divine Philosophy: A Poem Written for the Erosophic Society of the University of Alabama (1844)
- Aunt Patty’s Scrap-bag (1846)
- Linda; or, The Young Pilot of the Belle Creole (1850)
- Rena; or, The Snow Bird (1851)
- Eoline; or, Magnolia Vale; or, The Heiress of Glenmore (1852)
- Marcus Warland; or, The Long Moss Spring (1852)
- The Banished Son and Other Stories of the Heart (1852)
- Helen and Arthur; or, Miss Thusa’s Spinning Wheel (1853)
- The Victim of Excitement, The Bosom Serpent, etc. (1853)
- Wild Jack; or, The Stolen Child, and Other Stories (1853)
- The Hermit of Rockrest (1853)
- The Planter’s Northern Bride (1854)
- Courtship and Marriage; or, The Joys and Sorrows of American Life (1856)
- Ernest Linwood; or, The Inner Life of the Author (1856)
- Love After Marriage and Other Stories of the Heart (1857)
- The Lost Daughter and Other Stories of the Heart (1857)
- Robert Graham